# Hans Pohlig
Hans Pohlig, auch Johannes Pohlig, (* 30. Dezember 1855 in Teplitz; † 14. Mai 1937 in Bonn) war ein deutscher Paläontologe und Geologe.

## Leben
Er war der Sohn eines Buchhändlers und studierte in Leipzig, Bonn, Göttingen und München. 1877 wurde er in Leipzig promoviert (Der archäische District von Strehla). Danach war er Assistent in Göttingen. 1880 habilitierte er sich in Bonn. 1891 wurde er außerordentlicher Professor für Geologie an der Universität in Bonn. Dort lehrte er auch an der Landwirtschaftlichen Hochschule Geologie. Er starb an den Folgen eines Unfalls.
Er erstellte Gutachten über Lagerstätten (auch viel im Ausland) und war wissenschaftlicher Mitarbeiter der Naturalienhandlung Krantz in Bonn. Pohlig war auf Forschungsreisen u. a. in Persien, Mexiko, Italien und Spanien. Seine Sammlung von Fossilien der Fossillagerstätte Rott wurde vom Geologisch-Mineralogischen Institut in Halle (Saale) erworben und 1887 von Dietrich von Schlechtendal beschrieben.
Von Hans Pohlig stammt die heute gültige Benennung von Paidopithex (1895), einer fossilen Gattung der Altweltaffen. Hauptsächlich befasste er sich mit tertiären Wirbeltieren wie Elefanten und Hirsche.
Dietrich von Schlechtendal benannte ihm zu Ehren den Fransenflügler Phloeothrips pohligi Schlechtendal, 1887.
Er war der Bruder des Dirigenten und Komponisten Karl Pohlig (1859–1928).

## Schriften
- Ein Ausflug nach den kaspischen Urwäldern und dem persischen Hochlande. In: Unsere Zeit, Jahrgang 1888, Band 1, Leipzig, F.A. Brockhaus, 1888. S. 97–107
- Eiszeit und Urgeschichte des Menschen: nach seinen Vorlesungen. Quelle und Meyer, Leipzig 1907 (Archive), 2. Auflage 1911, 3. Auflage 1918
- Aus dem Märchenlande von 1001 Nacht. Beobachtungen und Abenteuer eines Geologen im nördlichen Persien. 1909
- Erdgeschichtliche Spaziergänge. 1914
- Beneckeia subdenticulata POHLIG aus dem Rötdolomit von Jena. In: Zeitschrift der Deutschen geologischen Gesellschaft, 66, Berlin 1914, S. 266